# Ivan Tcherezov
Ivan Iourievitch Tcherezov (en russe : Ива́н Ю́рьевич Че́резов), né le 18 novembre 1980 à Ijevsk, est un biathlète russe. Il est vice-champion olympique du relais en 2006 ainsi que triple champion du monde en relais (masculin ou mixte) entre 2005 et 2008 et individuellement il est médaillé de bronze aux Championnats du monde 2009 sur la mass start.

## Biographie

### Carrière sportive
Il commence le sport à l'âge de neuf ans et remporte sa première compétition régionale à quinze ans.
Ivan Tcherezov obtient de bons résultats à ses débuts, dans les Championnats d'Europe junior 2000, gagnant la médaille d'argent de l'individuel et celle d'or avec le relais.
Il commence sa carrière internationale sénior lors de la saison 2002-2003 puis rejoint la Coupe du monde en 2003 à Kontiolahti, où il marque ses premiers points. Lors de la saison 2004-2005, il se retrouve déjà dans le top dix, quatrième à Oslo puis troisième sur la mass start d'Östersund, son premier podium individuel. Au mois de mars 2005, il conclut l'hiver par son premier titre mondial sur le relais mixte avec Olga Medvedtseva, Svetlana Ishmouratova et Nikolaï Krouglov. Il gagnera deux autres titres mondiaux collectifs, en relais par genre, en 2007 et 2008.
Il est médaillé d'argent du relais aux Jeux olympiques de 2006, tandis que son meilleur résultat individuel est une 5e place en sprint à Turin en 2006. Troisième avec le relais aux Jeux de 2010, il perdra sa médaille de bronze quelques années plus tard en raison de la disqualification de l'équipe russe justifiée par le dopage d'Ustyugov, membre du relais. Il est aussi triple champion du monde de relais dont une fois en mixte et a remporté la médaille de bronze du départ en masse lors des Mondiaux 2009 à Pyeongchang, battant Ole Einar Bjørndalen. Il compte sept victoires en Coupe du monde dont quatre lors de la saison 2009-2010, qu'il termine troisième du classement général. En septembre 2011, il se fracture le tibia lors d'une chute dans une descente en participant à une compétition, il revient en coupe du monde seulement au cours de l'année 2013. À la suite de sa blessure il peine cependant à retrouver le haut niveau et enchaîne les résultats médiocres. Il décide finalement de prendre sa retraite sportive à l'issue de la saison 2015-2016.
Il fait partie des tireurs les plus précis lors de carrière, ayant le meilleur taux de réussite en 2007 avec 93 %.

### Vie privée
En dehors du biathlon, il a aussi étudié le droit à Nijni Novgorod.
En 2007, il devient père pour la première fois d'un fils.

## Palmarès

### Jeux olympiques
| Épreuve / Édition              | Individuel | Sprint | Poursuite | Départ en masse | Relais                             |
| Jeux olympiques 2006 Turin     | 8e         | 5e     | 15e       | —               | Médaille d'argent, Jeux olympiques |
| Jeux olympiques 2010 Vancouver | 14e        | 10e    | 6e        | 5e              | DSQ                                |

Légende :

 : première place, médaille d'or

 : deuxième place, médaille d'argent

 : troisième place, médaille de bronze

— : n'a pas participé à cette épreuve
DSQ : disqualifié

### Championnats du monde
| Mondiaux \ Épreuve          | Individuel                   | Sprint                       | Poursuite                    | Départ en masse              | Relais                       | Relais mixte         |
| 2005 Hochfilzen / Khanty-M. | 59e                          | -                            | -                            | 26e                          | -                            | Médaille d'or, monde |
| 2006 Pokljuka               | Jeux olympiques de Turin     | Jeux olympiques de Turin     | Jeux olympiques de Turin     | Jeux olympiques de Turin     | Jeux olympiques de Turin     | 16e                  |
| 2007 Antholz-Anterselva     | 6e                           | 22e                          | 9e                           | 16e                          | Médaille d'or, monde         | -                    |
| 2008 Östersund              | 18e                          | 4e                           | 8e                           | 8e                           | Médaille d'or, monde         | -                    |
| 2009 Pyeongchang            | 7e                           | 38e                          | 26e                          | Médaille de bronze, monde    | 6e                           | 5e                   |
| 2010 Khanty-Mansiïsk        | Jeux olympiques de Vancouver | Jeux olympiques de Vancouver | Jeux olympiques de Vancouver | Jeux olympiques de Vancouver | Jeux olympiques de Vancouver | 4e                   |
| 2011 Khanty-Mansiïsk        | 21e                          | 19e                          | 17e                          | 4e                           | DSQ                          | DSQ                  |

Légende :

 : première place, médaille d'or

 : deuxième place, médaille d'argent

 : troisième place, médaille de bronze

 : épreuve inexistante à cette date

— : n'a pas participé à cette épreuve
DSQ : disqualifié

### Coupe du monde
- Meilleur classement général : 3e en 2010.
- 40 podiums[4] :
- 20 podiums individuels : 7 victoires, 3 deuxièmes places et 10 troisièmes places.
- 18 podiums en relais : 6 victoires, 11 deuxièmes places et 1 troisième place.
- 2 podiums en relais mixte : 1 victoire et 1 troisième place.

mise à jour au 26/11/2024

#### Classements annuels en Coupe du monde
| Saison    | Classement général final |
| 2003-2004 | 65e                      |
| 2004-2005 | 18e                      |
| 2005-2006 | 15e                      |
| 2006-2007 | 4e                       |
| 2007-2008 | 5e                       |
| 2008-2009 | 7e                       |
| 2009-2010 | 3e                       |
| 2010-2011 | 5e                       |
|           |                          |
| 2012-2013 | 84e                      |
| 2013-2014 | 66e                      |
| 2014-2015 | n.c.                     |
| 2015-2016 | n.c.                     |

#### Détail des victoires
| Saison / Épreuve | Sprint                               | Poursuite                | Individuel | Mass start      | Total |
| 2006-2007        |                                      |                          |            | Khanty-Mansiysk | 1     |
| 2007-2008        |                                      | Kontiolahti Holmenkollen |            |                 | 2     |
| 2009-2010        | Pokljuka Kontiolahti Khanty-Mansiysk |                          |            | Holmenkollen    | 4     |
| Total            | 3                                    | 2                        | 0          | 2               | 7     |

### Championnats d'Europe
- Médaille d'argent du relais en 2003.

### Championnats du monde junior
- Médaille d'argent du relais en 2000.

### Championnats d'Europe junior
- Médaille d'or du relais en 2000.
- Médaille d'argent de l'individuel en 2000.